# Шагас Кавалканте, Эвертон дас
Эвертон дас Шагас Кавалканте (порт.-браз. Everton das Chagas Cavalcante; род. 13 июля 1982, Бразилия) — бразильский футболист, полузащитник и нападающий. Известен выступлениями за узбекистанские клубы.
Игровая карьера известна фрагментарно. В частности, в 2000—2002 годах играл за «Насьонал» из Манауса, в 2003-м — за куритибскую «Парану», в 2004-м — за «Лондрини» (из одноимённого города), а в 2005-м — за «Марсилио Диас». В 2006 году Эвертон вернулся в «Насьонал» (Манаус), откуда в том же году перебрался в Узбекистан. Выступал там за «Локомотив Ташкент», «Хорезм» и «Динамо Самарканд».
В 2015 году выступал за «Nacional Borbense» из города Борба.